# Заріченський сільський округ
Зарі́ченський сільський округ (каз. Заречное ауылдық округі, рос. Зареченский сельский округ) — адміністративна одиниця у складі Єсільського району Акмолинської області Казахстану. Адміністративний центр — село Зарічне.
Населення — 757 осіб (2021; 1220 у 2009, 1495 у 1999, 1618 у 1989).
Станом на 1989 рік існувала Заріченська сільська рада (селище Зарічний, село Дальнє).

## Склад
До складу округу входять такі населені пункти:
| Населений пункт | Населення, осіб (1989) | Населення, осіб (1999) | Населення, осіб (2009) | Населення, осіб (2021) |
| --------------- | ---------------------- | ---------------------- | ---------------------- | ---------------------- |
| Дальнє, село    | 160                    | -                      | 140                    | 104                    |
| Зарічне, село   | 1458                   | 1495                   | 1080                   | 653                    |